# 1853 год в науке
В 1853 году были различные научные и технологические события, некоторые из которых представлены ниже.

## События
- 24 августа — повар Джордж Спек, позднее изменивший фамилию на Крам, изобрёл чипсы.
- Состоялась Брюссельская конференция созванная для составления однотипной системы метеорологических наблюдений на море и общего плана для наблюдения морских течений и ветров.
- Уильям Томсон вывел Формулу Томсона.

## Родились
- 28 января — Соловьёв, Владимир Сергеевич, русский философ, поэт, публицист, литературный критик.
- 2 марта — Амброзиус Хюбрехт, нидерландский зоолог и эмбриолог.
- 28 августа — Владимир Григорьевич Шухов, русский инженер, архитектор, учёный, изобретатель.
- 30 ноября — Фемистокл Глюк, немецкий врач-хирург, профессор, автор ряда научных трудов по медицине.

## Скончались
- 17 марта — Кристиан Доплер, австрийский математик и физик, профессор, первый директор Института физики Венского университета.
- 2 октября — Доминик Франсуа Араго, французский физик и астроном (род. 1786).
- 23 декабря Луи Висконти, французский архитектор (род. 1853).